# René Mourre
Pour les articles homonymes, voir Mourre (homonymie).
René Mourre, de son vrai nom René Maurier, né le 30 août 1901 à Saint-Étienne (Loire) et mort fusillé le 11 avril 1942 à Chailly-en-Bière (Seine-et-Marne), est un ajusteur français, militant communiste, dirigeant de Paris-Ville puis secrétaire administratif du Comité central du Parti communiste.

## Biographie
René Maurier est le fils d'un cheminot. Il adhère au Parti communiste en 1925 et est connu sous le nom de Mourre. Après avoir suivi les cours d'une école régionale du parti, il est secrétaire de Paris-Ville aux côtés de Pierre Semard et de Maurice Lampe à partir de 1933.
Il joue rôle important au sein de l'appareil semi-clandestin du parti communiste français à partir de 1936. C'est un proche collaborateur de Maurice Thorez et il est impliqué aux côtés de Maurice Tréand dans des tâches touchant à la solidarité internationale (aide aux républicains espagnols durant la guerre d'Espagne) et à la sécurité. Avec Henri Janin, maire de Villeneuve-Saint-Georges, Maurice Colin, conseiller municipal de Paris, et le député Albert Rigal, il recherche des « planques » dans des pavillons ou de petites fermes dans la grande banlieue du sud-ouest de Paris.

Après la déclaration de la Seconde Guerre mondiale, en septembre 1939, René Mourre est notamment chargé de préparer le départ clandestin de Maurice Thorez, sans toutefois pouvoir appliquer son plan car occupé à renouer les fils avec le « centre international » de Bruxelles. Il est arrêté le 15 novembre 1939 à Paris. Les conditions de son arrestation sont décrites ainsi par Pierre Villon : 

« Mourre devait se rendre, avec un dirigeant étranger, et par des voies illégales, en Suisse. En même temps que mettre là-bas le camarade à l'abri, Mourre devait y créer une antenne sûre pour le Parti français ... Il me reste un goût amer à la pensée que les lenteurs des liaisons à l'époque, et à plusieurs reprises, ont fait que les précisions et les moyens demandés par Mourre ne lui sont pas parvenus à temps. Mourre ayant repassé la frontière s'est fait arrêter une seconde fois. Condamné le 15 mai 1941, il n'a été sorti de prison que pour être fusillé en otage. Le 11 avril 1942. »

Condamné le 15 mai 1940 à cinq ans de prison, il est incarcéré à Bourges le 25 mai. Par la suite, sous l'Occupation, livré aux Allemands, il est fusillé comme otage le 11 avril 1942.
Il est enterré au cimetière du Père-Lachaise, en même temps que Louis Thorez, frère de Maurice Thorez, en janvier 1945, face au mur des Fédérés.
Son nom figure sur une plaque commémorative apposée à la Bourse du travail de Paris, où  l'on peut lire : « à la mémoire des dirigeants de syndicats tombés dans les combats contre le nazisme pour la libération de la France. Lorsqu’on ne tuera plus, ils seront bien vengés et ce sera justice » (Paul Éluard).